# U-matic

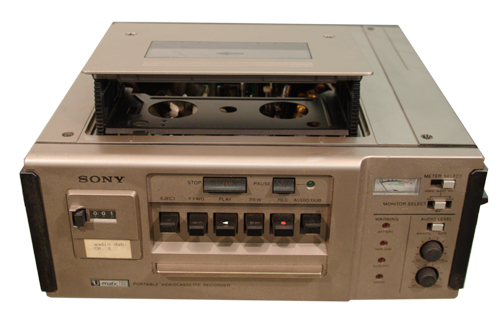
A Sony U-matic képmagnója...

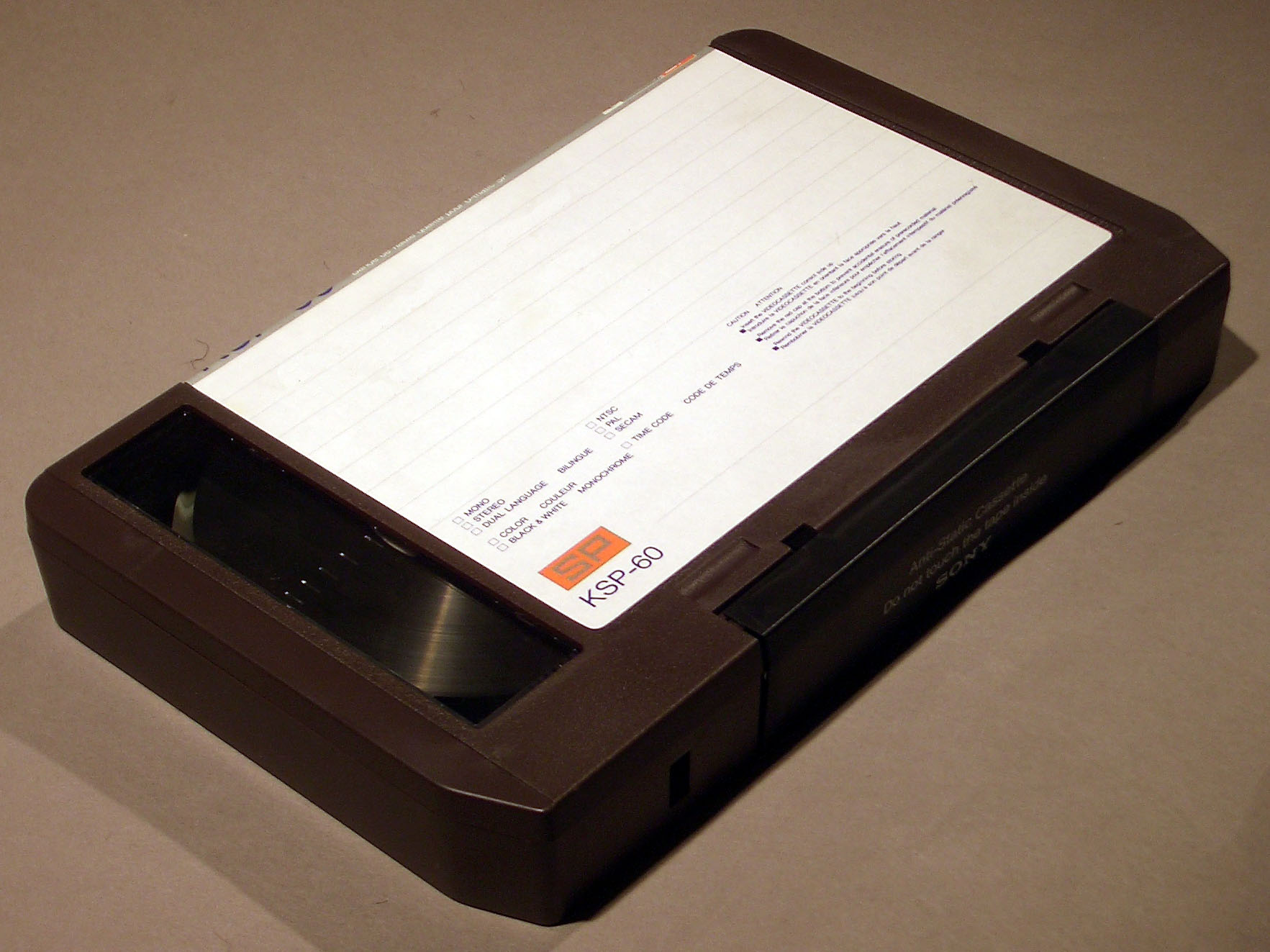
...és a hozzá való kazetta

Az U-matic (ejtsd: Ju-metik) egy videókazetta-szabvány. Első prototípusát a Sony mutatta be 1969 októberében, 1971 szeptemberében került piacra. Ez volt az első olyan video-formátum, mely a mágnesszalagot egy kazettában tárolta. Érdekessége, hogy a kor többi videokazettájával szemben az orsók ellentétes irányba forogtak.

## Technikai paraméterek
A szalag 1,9 cm széles (¾ hüvelyk), így a típust gyakran emlegették 3/4-esként is. A U-matic nevét a szalag útjáról kapta, ahogy az felfűződik a spirális videofejre, olyan mint az U-betű. A Betamax ugyanezt az U-fűzést-technológiát alkalmazta.
A vízszintes felbontás összes látható vonala a hagyományos U-matic esetében 250 sor volt (Egy NTSC rendszerű televízió 330 sort közvetít). Függőleges felbontása az NTSC szabványnak megfelelően 480 sor.

## U-matic S
A U-matic-ból készült kisebb változat is, ez volt a U-Matic S. Hasonlóan a VHS-C-hez, a U-Matic S is egy hordozható verziónak készült, hogy az használható legyen a kisebb méretű videokamerákhoz, úgy mint a  Sony VO-3800 (Az első U-Matic S kamera, 1974-ben a Sony adta ki), a Sony BVU-100, vagy a Sony VO-6800. Az S kazetták lejátszhatóak régebbi U-matic deckekkel, úgy mint a SONY KCA-1, melyek igazodtak a kazetta méretéhez.
A U-matic kazetták maximális felvételi hossza 20 perc, azonban más gyártók, úgy mint a 3M készítettek 30 perces változatokat is, ezt a felvételi időt pedig a szalag vékonyabbá tételével valósították meg.

## BVU
Az 1980-as évek elején a Sony bemutatta a régebbi formátummal is kompatibilis High-Band vagy BVU (Broadcast Video U-matic) típust, melynek magasabb minősége miatt a hagyományos U-matic formátum „low band” lett.
A BVU új formátuma már színes rendszerrel, és alacsonyabb zajszinttel rendelkezett. Ez a típus nagyon népszerű lett az amatőrök körében, és hamar átvette az uralmat a 16mm-es filmtől. Az 1990-es évek elején a Sony kiadta Betacam formátumát, mely teljesen átvette a BVU helyét a profik (többnyire televíziósok) körében. A Sony utolsó fejlesztése a BVU-val a BVU-SP volt, melyben a felvételi rendszert javították, és az SP nevet adták neki hasonlóan a Betacam-hoz. Az első generációs BVU-SP és Beta-SP felvételeket nehéz volt megkülönböztetni.

## Digitális felhasználása
A U-matic-ot nemcsak videóra használták, hanem digitális hang tárolására is. Az 1980-as években a hangfelvételek többségét U-matic kazettákra vették[forrás?], erre a Sony PCM-1600 PCM adaptert használták. A PCM-1600 kimeneti szabványa „pseudo video”, 525/60 formátumban, mely vibráló négyzetekként jelent meg a videoképben, és ezt rögzítették videofelvevővel. A PCM-1600 volt az első rendszer, melyet CD-k felvételéhez használtak az 1980-as évek elején, a híres 44,1 kHz-es leképzési rátán.

## Sorsa
Későbbiekben már nem használták televíziós formátumként, manapság egy olcsó, még használható eszközként használják, és még sok televíziós csatornának van világszerte U-matic magnója az archív, 1980-as évekbeli felvételeikhez.
Évtizedekkel a kiadása óta még mindig sok helyen használják, mert sokkal jobban megfelelt az elvárásoknak, mint a VHS, azonban az idő eljár felette, először a Betacam és a Betacam SP vette át a helyét, majd a Digital Betacam és a HDCAM.